# Krystyna Fetkowska-Mielnik
Krystyna Fetkowska-Mielnik (ur. 28 kwietnia 1931 w Bielawach, zm. 30 grudnia 2021 w Lublinie) – polska stomatolog, prof. dr hab. n. med.

## Życiorys
Studiowała w Akademii Medycznej w Warszawie, w 1963 uzyskała doktorat, a w 1979 stopień doktora habilitowanego. W 1987 nadano jej tytuł profesora w zakresie  nauk medycznych. W 1994 otrzymała tytuł profesora zwyczajnego.
Pracowała w Katedrze i Zakładzie Stomatologii Wieku Rozwojowego na Wydziale Lekarskim z Oddziałem Anglojęzycznym i Oddziałem Stomatologicznym Akademii Medycznej im. prof. Feliksa Skubiszewskiego w Lublinie.
Zmarła 30 grudnia 2021.

## Odznaczenia i wyróżnienia
- Medal Komisji Edukacji Narodowej[1]
- Krzyż Kawalerski Orderu Odrodzenia Polski[1][2]
- Złoty Krzyż Zasługi[1][2]
- Krzyż Oficerski Orderu Odrodzenia Polski[2]
- Członek Honorowy Polskiego Towarzystwa Stomatologicznego Bene Meritus[2]